# (10114) Greifswald
(10114) Greifswald (1992 RZ) – planetoida z pasa głównego asteroid okrążająca Słońce w ciągu 4,89 lat w średniej odległości 2,88 j.a. Odkryta 4 września 1992 roku.